# Сальвадор, Брайс
Брайс Сальвадор (англ. Bryce Salvador; 11 февраля 1976, Брандон, Канада) — бывший канадский хоккеист, защитник.

## Игровая карьера
16 декабря 1996 года Сальвадор, будучи свободным агентом, подписал контракт с «Сент-Луис Блюз».
26 февраля 2008 года «Блюз» обменяли Сальвадора в «Нью-Джерси Девилз» на Кэма Дженссена. С января 2013 года Брайс был капитаном «Нью-Джерси».
2 сентября 2015 года Сальвадор объявил о завершении карьеры из-за травмы спины.